# Joseph Drasal
Joseph Drásal (4 de julio de 1841, Chromeč, Imperio Austríaco (hoy, República Checa)-16 de diciembre de 1886, Holešov Imperio Austrohúngaro (hoy, República Checa) fue un hombre checo que padecía gigantismo, exhibiéndose por su gran estatura de 2,29 ms por Europa a finales del siglo XIX.

## Trayectoria
Joseph Drásal nació el 4 de julio de 1841 en Chromec, Moravia, como el tercero de los seis hijos de Johann y su esposa Magdalena, unos humildes campesinos. Dejó la escuela a los doce años, sin ser un buen estudiante, nunca llegó a leer y escribir correctamente. Por entonces, su madre fue a comprarle unos zapatos y el zapatero no creyó que las medidas fueran las de un niño de doce años. Ella le trajo consigo y el zapatero comprobó con sorpresa que era más alto que él. Poco después, encontró trabajo en Zerotin como carretero y los rumores sobre su excepcional tamaño y fuerza empezaron a extenderse.
A veces, transportaba grandes piedras en sus manos en lugar de con el carro. En otra ocasión, el vehículo volcó lleno de trigo y lo enderezó con sus manos desnudas. Un toro lo embistió y él lo derribó de un tortazo, luego ayudó a levantarse al sorprendido animal.
Fue eximido del servicio militar por su excesiva estatura, la cual le avergonzaba, por lo que andaba encorvado para parecer más bajo. Le contrató un circo en Sumperk, pero lo dejó a las tres semanas. Un hombre de Holešov le convenció de exhibirse y ser su promotor. Con él, aprendió a sentirse orgulloso de su rareza. Durante los siguientes 20 años viajaron por Europa: Austria, Alemania, Francia, Inglaterra, Rusia, Escandinavia y Turquía, asegurando que medía 2,44 ms. Solía mostrarse vistiendo el traje tradicional de campesino checo y lucía enormes anillos que el público podía adquirir como recuerdo. Para resaltar su tamaño, era presentado junto a una mujer de Protivanov de un metro de altura. Fue presentado en Berlín al káiser Guillermo II y en París ante Napoleón III, en este caso paseando con una bandeja donde se situaron varios enanos franceses. Tanto el promotor, Janoch, como Drásal ganaron mucho dinero y cuando se retiraron, Janoch compró un restaurante en Viena y Drásal se encargó una casa a medida en Holešov, donde residió el resto de sus días con su madre.
Drásal siempre quiso casarse. Cortejó a la hija de gran tamaño de un doctor de Viena, que no dio su consentimiento para el enlace. Tuvo supuestamente un romance con Marianne Wedhe, la giganta de un circo berlinés. Finalmente, Marie Pecenova, de Fristat y tamaño normal, se mostró interesada y prometió que cocinaría bien para él, cuyo gran apetito era bien conocido. Por desgracia, Drásal murió poco antes de la boda.
Tras la muerte de su madre, su salud empeoró. Murió el 16 de diciembre de 1886 de tuberculosis, o según otros informes, una afección renal. La Academia de Medicina de Londres le ofreció una fuerte suma por su esqueleto una vez hubiera fallecido. Drásal se negó y pidió como última voluntad ser enterrado bajo una lápida de su largo exacto. Así se hizo.
En 1922 la ciudad había crecido y una parte del cementerio fue expropiada para construcción. Su ataúd fue exhumado y, llevado por 8 hombres, fue expuesto durante tres días, con gran afluencia de público. Luego los huesos fueron introducidos en un cofre y sepultados en una nueva tumba contra la tapia del cementerio. Serían sacados y examinados otras tres veces. La última en 1967 por el Instituto de Antropología de la Facultad de Medicina de la Universidad JE Purkyne de Brno, estableció sus medidas reales.
En diversos museos se encuentran objetos personales a medida como bastones de paseo, anillos, guantes, zapatos, zuecos y un cinturón. También se conservan sus certificados de nacimiento y defunción, un retrato por el pintor Žůrek y el cartel de su exhibición en Londres.